# تپه چغا قاسم
تپه چغا قاسم مربوط به دوره نوسنگی - مس وسنگ است و در شهرستان کرمانشاه، بخش مرکزی، دهستان بالادربند، حاشیهٔ جنوب شرقی روستای چغاقاسم، ۵۰۰ متری شمال جادهٔ کرمانشاه به سراب نیلوفر واقع شده و این اثر در تاریخ ۱۵ دی ۱۳۸۷ با شمارهٔ ثبت ۲۴۱۵۲ به‌عنوان یکی از آثار ملی ایران به ثبت رسیده است.